# Tipula omogicola
Tipula omogicola är en tvåvingeart som beskrevs av Alexander 1954. Tipula omogicola ingår i släktet Tipula och familjen storharkrankar. Inga underarter finns listade i Catalogue of Life.